# Zerjes
Zerjes, románul: Zărieș, település Romániában, Fehér megyében.

## Fekvése
Tövistől délkeletre, Alsógáld mellett, a Maros bal partján fekvő település.

## Története
Zerjes nevét 1806-ban említette először oklevél Zerjes néven. 1835-ben Zeriás, 1839-ben Zervas, Zeries, Bekenszeg, 1850-ben praedium Zeres, 1854-ben Zeries néven írták.
1839-ben Alsó-Fejér vármegye Igeni járás pr., 1850-ben Gyulafehérvári katonai kerület Gyulafehérvári körzetének Tövisi alkörzetéhez tartozott Alsógáld és Zeres is. Korábban Alsógáld része volt, de a népszámlálási közlemény alapján 1941-ben Magyarkapudhoz került, és vélhetően innen vált külön. 1956-ban 96, 1977-ben 70 román lakosa volt. 1974-ben Mihálcfalva község faluja.